# 1931-es női sakkvilágbajnokság
A 3. női sakkvilágbajnokságot a 4. sakkolimpiával egyidejűleg, 1931. július 12–26. között rendezték Prágában. A versenyt a Nemzetközi Sakkszövetség (FIDE) az öt különböző országból érkezett öt résztvevővel kétfordulós körmérkőzéses formában rendezte. A résztvevők ugyanazok voltak, akik az előző évi 2. női sakkvilágbajnokságon is mérkőztek egymással.
A versenyt a csehszlovák színekben induló, de 1921 óta Angliában élő címvédő, Vera Menchik nyerte 100%-os eredménnyel, ezzel harmadszor is elhódította a világbajnoki címet. Az előző világbajnokság ezüstérmese, az  osztrák Paula Kalmar-Wolf az első kör végén még az utolsó előtti helyen állt 1 pontjával, a második körben azonban erősített, és ismét ezüstérmet szerzett. Az előző világbajnokság végeredményéhez képest az angol Agnes Stevenson és a német Wally Henschel a 3. és az 5. helyen helyet cserélt.
A végeredmény:
|   | Versenyző         | Ország        | 1   | 2   | 3   | 4   | 5   | Pont |
| - | ----------------- | ------------- | --- | --- | --- | --- | --- | ---- |
| 1 | Vera Menchik      | Csehszlovákia | -   | 1 1 | 1 1 | 1 1 | 1 1 | 8    |
| 2 | Paula Kalmar-Wolf | Ausztria      | 0 0 | -   | 0 1 | 0 1 | 1 1 | 4    |
| 3 | Agnes Stevenson   | Anglia        | 0 0 | 1 0 | -   | 1 ½ | 1 0 | 3½   |
| 4 | Katarina Beskow   | Svédország    | 0 0 | 1 0 | 0 ½ | -   | 1 0 | 2½   |
| 5 | Wally Henschel    | Németország   | 0 0 | 0 0 | 0 1 | 0 1 | -   | 2    |